# Chiến dịch phía Bắc Ukraina
Chiến dịch Kyiv (hay Cuộc tấn công Kyiv) là một mặt trận đang diễn ra trong cuộc xâm lược Ukraina năm 2022 của Nga để giành quyền kiểm soát thành phố thủ đô Ukraina là Kyiv, và các khu vực lân cận. Vào sáng ngày 24 tháng 2, Lực lượng Vũ trang Liên bang Nga đã tiến vào tỉnh Kyiv và giao tranh với Lực lượng vũ trang Ukraina. Tỉnh Kyiv cũng là nơi toạ lạc của bộ chỉ huy quân sự và chính phủ nước Ukraina.
Cuộc tấn công Kyiv là một cuộc chiến trong cuộc xâm lược Ukraina năm 2022-2023 của Nga . Nó liên quan đến các cuộc tấn công của Nga qua biên giới Nga-Ukraina và  biên giới Belarus-Ukraina, bắt đầu vào ngày 24 tháng 2 năm 2022, để kiểm soát Kyiv , thủ đô của Ukraina , và các khu vực xung quanh của Tỉnh Kyiv và các bộ phận của Tỉnh Zhytomyr . Kyiv là trụ sở của chính phủ Ukraina và là trụ sở của Lực lượng Vũ trang Ukraina.
Các lực lượng Nga ban đầu đã chiếm được một số thị trấn và thành phố, nhưng những thất bại về hậu cần và tiếp tế, sự kháng cự gay gắt của người Ukraina và tinh thần sa sút sau đó đã khiến cuộc tiến công bị đình trệ. Với tổn thất nặng nề và không thể đạt được tiến bộ hơn nữa, Nga đã rút lực lượng của mình khỏi các tỉnh Kyiv và Zhytomyr vào tháng 4 năm 2022, và các lực lượng Ukraina đã giành lại quyền kiểm soát.

## Dòng thời gian

### Nga tiến vào Kyiv
Vào sáng ngày 24 tháng 2 năm 2022, Nga bắt đầu tấn công Tỉnh Kyiv bằng các cuộc tấn công bằng pháo và tên lửa vào một số mục tiêu chính, bao gồm Sân bay Quốc tế Boryspil , sân bay chính của Kyiv. Nga rõ ràng có ý định nhanh chóng chiếm Kyiv, với lực lượng Spetsnaz thâm nhập vào thành phố, được hỗ trợ bởi các chiến dịch đổ bộ đường không và một cuộc tiến công cơ giới nhanh chóng từ phía bắc. Lực lượng Nhảy dù Nga đã cố gắng chiếm giữ hai sân bay quan trọng gần Kyiv, tiến hành một cuộc tấn công bằng đường không vào Sân bay Antonov , sau đó là một cuộc đổ bộ tương tự xuống Vasylkiv, gần căn cứ không quân Vasylkiv phía nam Kyiv, vào ngày 26 tháng 2.
Cuối buổi sáng hôm đó, các lực lượng Nga đã vượt biên giới vào Ukraina, từ lãnh thổ Belarus về phía bắc. Trong trận Chernobyl, họ đã chiếm được Nhà máy điện hạt nhân Chernobyl nằm sát biên giới.
Cuối ngày, lính dù Nga đổ bộ xuống sân bay Hostomel, bắt đầu trận đánh sân bay Antonov. Theo các quan chức Ukraina, quân đội Ukraina đã đẩy lùi thành công những tốp lính dù này. Các lực lượng Nga cũng cố gắng đổ bộ vào và bao vây Hồ chứa nước Kyiv.
Theo các quan chức Anh, quân Nga đã cố chiếm thành phố Chernihiv vào ngày 24 tháng 2. Đối mặt với sự vây hãm của các lực lượng Ukraina, quân Nga tổ chức bao vây qui mô lớn thành phố, một số lực lượng cơ giới hóa của Nga đã hoàn toàn vượt vào trong thành phố.
Đêm 24 tháng 2, Tổng thống Ukraina, Volodymyr Oleksandrovych Zelensky, tuyên bố rằng "các nhóm lật đổ" đang tiếp cận Kyiv. Khuya cùng ngày, Bộ trưởng Quốc phòng Hoa Kỳ Lloyd Austin cho biết trong cuộc trò chuyện với các nghị sĩ rằng: một số đơn vị bộ binh cơ giới của Nga đã tiến đến trong phạm vi 32 km (20 dặm) từ Kyiv.

### 25 tháng 2
Rạng sáng ngày 25 tháng 2, Không quân Nga tiếp tục oanh tạc thủ đô, ném bom miền trung Kyiv. Một máy bay chiến đấu Su-27 của Ukraina sau đó đã bị bắn rơi trên bầu trời Kyiv; đâm vào một khu chung cư chín tầng và khiến tòa nhà bốc cháy.
Vào lúc 06:47 (GMT+2), một đơn vị quân đội Ukraina đã cho nổ cây cầu bắc qua sông Teteriv gần huyện Ivankiv, chặn đứng đoàn xe tăng Nga đi từ Chernobyl. Bộ Tổng tham mưu các lực lượng vũ trang Ukraina sau đó cho biết, các binh sĩ đổ bộ đường không Ukraina đã giao tranh với quân Nga trong một trận đánh tại Ivankiv và Dymer.